# エファップ
エファップ（EFAP, École des métiers de la communication, 旧称Ecole Francaise des Attaches de presse）は、フランスに本拠を置くアタッシェ・ドゥ・プレス（広報・PR職）養成校である。ドニ・ユイスマンにより1961年に設立、フランス国内のほか海外にも契約校を持つ。

## 日本校（エファップ・ジャポン）
2003年、伊藤美恵により開校。デザイナーとして世界的活動を行う中で、日本人の交渉能力に不満を感じていた伊藤は、自ら「ミエ塾」を設けてコミュニケーションのプロ養成を試みるうち、フランスに専門校「EFAP」が存在することを知った。伊藤は2000年にEFAPと接触、同年12月には日本校開校の契約を締結し、開校準備を進めた。
2003年4月、エファップ・ジャポンが東京・広尾に開校、伊藤が学長に就任した。開校初年は36名が入校した。学校は2年制で、教育内容は英会話やNHKのアナウンサーを招いたコミュニケーション論の講義、学外に出てのマーケティング調査などからなる。2005年には一期生が卒業、高級ブランドグループやアパレルメーカー、モード誌編集部や海外飲料メーカーなどに入社した。2009年には日本校運営の実績により学長の伊藤がフランスからシュヴァリエを受章した。